# Caltex (Moroni)
 (décembre 2016).
Si vous disposez d'ouvrages ou d'articles de référence ou si vous connaissez des sites web de qualité traitant du thème abordé ici, merci de compléter l'article en donnant les références utiles à sa vérifiabilité et en les liant à la section « Notes et références ».
Pour l’article homonyme, voir Caltex.
Caltex est un quartier populaire du sud de la ville de Moroni aux Comores, qui abrite un grand nombre de Grands comoriens provenant du sud de l'île, notamment de la région de Mbadjini. Le nom Caltex fait référence à la station d'essence qui se situe au centre du quartier.